# Lorcia Cooper
Lorcia Cooper (Ciudad del Cabo, 9 de noviembre de 1978) es una actriz y bailarina sudafricana, reconocida principalmente por sus papeles en las producciones Lockdown, Zulu Wedding y Hey Boy.

## Biografía

### Primeros años y plano personal
Cooper nació el 9 de noviembre de 1978 en Ciudad del Cabo, Sudáfrica. Está casada con Mandla Khumalo y tiene dos hijos. En 2019 sufrió una inflamación de los ganglios linfáticos de la tiroides. Para el tratamiento debió someterse a inyecciones de dióxido de carbono para tratar la hinchazón alrededor del ojo.

### Carrera
Cuando tenía cuatro años, sus padres la inscribieron en una clase de baile tras ver su pasión por la danza y compitió en concursos de bailes latinoamericanos y de salón. A los cinco años ganó su primera competición en los campeonatos provinciales de baile. A los ocho años tomó clases con la famosa coreógrafa Debby Turner, quien se convirtió en su mentora y guía. Más tarde entró en la Academia de Baile del Consejo de las Artes del Noroeste. Cuando tenía 19 años ganó el premio FNB Vita a la mejor bailarina.
Más tarde se incorporó al canal SABC2 y se convirtió en presentadora del programa Travel Xplorer. Durante este periodo, fue invitada a interpretar el papel principal Cindi en la película Hey Boy, dirigida por Andre Odendaal, estrenada en 2003. En 2008 fue designada como uno de los jueces del concurso de baile Dans! ¡Dans! Dans! emitido en ykNET. En 2008 se convirtió en coreógrafa y jueza del concurso de telerrealidad High School Musical: Spotlight South Africa, presentado en M-Net.
En 2017 actuó en el programa de Mzansi Magic Lockdown, interpretando el papel de Tyson en su cuarta temporada. Ese mismo año realizó el papel de Marang en la película Zulu Wedding. En marzo de 2019 ganó el premio a la mejor actriz de reparto en los premios SAFTA por su papel en Lockdown 2. En septiembre de 2020 apareció en la serie dramática Housekeepers, en el papel de Mkhonto.